# Niwaella delicata
Niwaella delicata är en fiskart som först beskrevs av Niwa, 1937.  Niwaella delicata ingår i släktet Niwaella och familjen nissögefiskar. Inga underarter finns listade i Catalogue of Life.
Den största honan som upptäcktes var 11 centimeter lång och hanar blir upp till 9,5 centimeter långa. Individerna blir könsmogna vid en genomsnittlig längd av 6,8 centimeter.
Arten lever endemisk på den japanska ön Honshu i regionerna Chubu och Kansai. Fisken vistas i flodernas mellersta och övre delar där vattnet strömmar snabbt. Niwaella delicata har alger och vattenlevande insekter som föda. Arten vandrar under hösten till platser där grundvattnet träder fram. Äggen läggs under våren.
Beståndet hotas av sediment som hamnar i vattnet och av vattenföroreningar. Niwaella delicata fiskas även som matfisk. Hela populationen anses fortfarande vara stabil. IUCN listar arten som livskraftig (LC).